# 청계산 수송기 추락 사고
청계산 수송기 추락 사고(淸溪山輸送機墜落事故)는 1982년 6월 1일에 경기도 과천시 중앙동 청계산 중턱(성남시 서북방 7km) 지점에 대한민국 공군 C-123 수송기가 추락한 사고이다.

## 경과
1982년 6월 1일 오후 2시 49분에 3주간의 지상훈련을 마친 공수기본 250기 대원들의 자격강하를 실시하기 위해 공군 C-123 수송기가 서울특별시 송파구 거여동 소재의 강하장으로 이동하던 중 짙은 안개로 인하여 방향을 잃고 청계산 상공에서 추락하였다. 이 사고로 특전교육단 교관 5명과 교육생 44명, 공군부대원 4명 등 탑승자 53명 전원이 산화하였다. 이들의 유해는 서울특별시 동작구 사당2동에 위치한 국립서울현충원 31, 32번 묘역에 안치되었다. 특전교육단과 6.1 유족회는 사고 장소인 경기도 과천시 중앙동 청계산 매봉 정상 아래에 충혼비를 건립하였으며, 현재 국가보훈처 지정 현충시설이다.

## 충혼비
웹 과천시지에는 아래 내용으로 청계산 충혼비를 설명하였다. 여기서는 전두환 대통령 경호를 위하여 이동 중이었다고 설명하였으나, 이는 제주도 수송기 추락 사고와 혼동한 듯하다. 제주도 수송기 추락 사고의 유족들이 사건의 진실에 대해 강하게 반발하는 반면, 본 사고의 유족들은 그러한 움직임이 없다.  과천시에서 시지를 제작하며 잘못 설명한 듯하지만,  그 외의 사항에 대하여는 잘 설명하였으므로 아래 내용을 인용한다. 
청계산 충혼비는 옥녀봉에서 망경대로 가는 등산로를 1/3 정도 지난 곳에서 안내문을 따라 오른쪽으로 50 m 정도 들어간 지점에 있다. 충혼비는 1982년 6월 1일 전두환 대통령 경호를 위하여 이동하던 중 오후 2시 49분에 비행기가 추락하여 산화한 공군 대령 이동권 등 53명의 군인을 기리기 위한 것이다. 비에는 1986년 6월 6일 유족들이 충혼비를 세웠다고 기록되어 있고 다음과 같은 글이 새겨져 있다.
청계산 충혼비(淸溪山忠魂碑)

忠魂의 숨소리

그대들이 흘린 뜨거운 피와 忠魂의 얼로 

祖國은 살아 크게 숨 쉬나니

그대들의 靈魂은 祖國의 山河에서 

永遠히 살아 꽃피리라

그대들은 祖國을 사랑하고 

또한 祖國은 그대들을 사랑하노니

거룩한 英靈들이여 

祖國의 품속에 고이 잠드소서

1982년 6월 1일 오후 2시 49분

전체적인 비의 형태는 4단의 화강암 받침을 만들고 그 윗면 가운데 ‘충혼비’라고 대리석 명패를 붙였다. 그 윗부분에 회색대리석 받침을 다시 두고 마지막으로 검은색 대리석에 글을 새겼다. 그 옆에는 다섯 매의 화강암을 기둥처럼 만들고 맨 윗부분에 군장을 하고 행군하는 모습의 군인을 부조하였으며 그 위에 베레모를 쓴 군인의 토르소를 얹어 마무리하였다. 이 부분의 정면에는 세로로 “안되면 되게 하라”라는 글을 새겨 놓았다. 전반적인 조각은 특정 인물을 상징하기보다는 일반적인 군인의 모습을 표현하려 한 것으로 생각된다.

## 순직자 명단
- 공군(4명)
  - 대령 이동천
  - 소령 최규덕
  - 상사 장형수
  - 중사 양현준

- 특전교육단 교관(5명)
  - 대위 이복노
  - 대위 박윤서
  - 중사 강동인
  - 중사 고명수
  - 상병 이규학

- 공수 250기 교육생(44명)
  - 일병 강재훈
  - 일병 김규성
  - 일병 김근식
  - 일병 김동권
  - 일병 김봉현
  - 일병 김상덕
  - 일병 김상수
  - 일병 김성훈
  - 일병 김영균
  - 일병 김영현
  - 일병 김윤일
  - 일병 김정수
  - 일병 김정희
  - 일병 김종기
  - 일병 김종엽
  - 일병 김중권
  - 일병 김형식
  - 일병 김흥문
  - 일병 남기호
  - 일병 박상홍
  - 일병 박선기
  - 일병 박선우
  - 일병 박원섭
  - 일병 박철규
  - 일병 송철헌
  - 일병 위성수
  - 일병 이기연
  - 일병 이상권
  - 일병 이상문
  - 일병 이상봉
  - 일병 이상학
  - 일병 이준재
  - 일병 이진우
  - 일병 이형주
  - 일병 이희일
  - 일병 임찬모
  - 일병 장권옥
  - 일병 정구완
  - 일병 정치환
  - 일병 조정현
  - 일병 최규창
  - 일병 하상돈
  - 일병 홍병욱
  - 일병 홍영달